# Sota Sato
Sota Sato (født 21. april 1999) er en japansk fodboldspiller, som spiller for den japanske fodboldklub Giravanz Kitakyushu.